# Pascal Bruckner
Pascal Bruckner (Párizs, 1948. december 15. –) francia író, az „új filozófusok” egyike. Munkásságának nagy részét a francia társadalom és kultúra kritikájának szentelte.

## Életrajza
Bruckner fiatal korában jezsuita iskolákba járt.
A Paris I. és a Paris VII Diderot Egyetemen, majd az École pratique des hautes études-en végzett tanulmányait követően Bruckner az Institut d'Études Politiques de Paris konferenciavezetője és a Nouvel Observateur munkatársa lett.
Bruckner a Nouveaux philosophes (Új filozófusok) jegyében kezdett írni. Megjelent a Parias (Páriák), a Lunes de fiel (Gonosz angyalok; Roman Polanski Keserű méz címmel filmre vitte) és a Les voleurs de beauté ("Szépségrablók", Renaudot-díj 1997-ben). Esszéi közé tartozik a La tentation de l'innocence ("Az ártatlanság kísértése", Prix Médicis 1995) és a híres Le Sanglot de l'Homme blanc (A fehér ember könnyei), amely a nárcisztikus és destruktív, a harmadik világ javát szolgáló politika elleni támadás, és újabban a La tyrannie de la pénitence (2006), a Nyugat végtelen önkritikájáról szóló könyv, amelyet "A bűntudat zsarnoksága"-nak fordítanak (2010).
1992-től 1999-ig Bruckner a horvát, boszniai és koszovói ügyek támogatója volt a jugoszláv háborúkban, és támogatta Jugoszlávia 1999-es NATO-bombázását. 2003-ban támogatta Szaddám Husszein megdöntését, de később bírálta az amerikai hadsereg hibáit és a kínzások alkalmazását Abu Ghraibban és Guantánamóban.
2009-ben Roman Polanskit támogató petíciót írt alá, szabadon bocsátását követelve, miután Polanskit Svájcban letartóztatták egy 13 éves lány kábítószerezése és megerőszakolása miatt 1977-ben felhozott vádjával kapcsolatban.

## Le Sanglot de l'Homme blanc
A Le Sanglot de l'Homme blanc (A fehér ember könnyei), amelyet az Éditions le Seuil adott ki 1983 májusában, vitatott opusz volt. A szerző azt írja le, amit a nyugati baloldal egy részének Nyugat-ellenes és a harmadik világ-barát szentimentalizmusnak lát. Az esszé egy egész gondolkodási irányzatra hatással volt, különösen Maurice Dantecre és Michel Houellebecqre. A cím Kipling "White Man's Burden" (A fehér ember terhe) című verse címének egy variációja.

## La tyrannie de la penitence
2006-os La Tyrannie de la Pénitence: Essai sur le Masochisme Occidental (A bűntudat zsarnoksága: Esszé a nyugati mazochizmusról) című munkája a nyugati bűntudat kortárs politikai kultúrájának eredetére és politikai hatására fókuszál.

### A multikulturális etnocentrizmus kritikája[18]
Brucknernek a multikulturalizmus egyes diskurzusainak etnocentrikus természetével szembeni polémikus álláspontja nemzetközi vitát váltott ki. A „Felvilágosodás fundamentalizmusa vagy az antirasszisták rasszizmusa?” című cikkében megvédte Ayaan Hirsi Alit, különösen Ian Buruma és Timothy Garton Ash bírálataival szemben. Bruckner szerint a modern filozófusok Heideggertől Gadamerig, Derridáig, Max Horkheimerig és Theodor Adornóig széleskörű támadást intéztek a felvilágosodás ellen, azt állítva, hogy "korszakunk minden rosszát ez a filozófiai és irodalmi epizód szülte: kapitalizmus, gyarmatosítás, totalitarizmus. Bruckner egyetért azzal, hogy a huszadik század története igazolja a modernitásban rejlő lehetőségeket a fanatizmusban, de úgy érvel, hogy a felvilágosodás korából kiinduló modern gondolkodás képesnek bizonyult saját tévedései bírálatára, és hogy a felvilágosodás túlzásainak elítélése az általa kidolgozott fogalmakban azt jelenti, hogy hűek vagyunk annak szelleméhez.

## Un bon fils
Bruckner Un bon fils című könyvét 2016-ban fordították le és adták ki angolul A Dutiful Son címmel. Először 2014-ben adták ki Franciaországban.
A memoár "a jámbor katolikus gyermekből a francia kultúra vezető filozófusává és írójává vált életútját mutatja be. Bruckner életének kulcsfigurája édesapja, egy virulens antiszemita, aki a második világháború idején önként ment Németországba dolgozni. egy erőszakos férfi, aki veri a feleségét. A fiatal Bruckner hamarosan apja ellen reagál, és bosszúja az, hogy annak szöges ellentéte lesz, sőt, még annak is örül, hogy „zsidó gondolkodónak” nevezik, pedig nem az. „Apám segített jobban gondolkodni azáltal, hogy ellene gondolkodtam. Én vagyok az ő veresége.” Ennek az ellenkezésnek ellenére mindvégig kötődik apjához. Vannak más „apái”, olyan férfiak, mint Sartre, Vladimir Jankélévitch és Roland Barthes, akik nevelték filozófiai fejlődését, és leírja barátságát „filozófiai ikertestvérével”, Alain Finkielkrauttal.”

## Könyvei
- Allez jouer ailleurs, Paris, Le Sagittaire, 1976. ISBN 2-7275-0041-6
- Parias, Seuil, 1985, ISBN 978-2-02-008732-2
- Lunes de fiel, Seuil, 1981, ISBN 978-2-02-005856-8
  - Keserű méz – Ferenczy, Budapest, 1995 · ISBN 9638258446 · Fordította: Sarkadi Ilona
- Evil angels, Grove Press, 1987, ISBN 978-0-394-54138-9
- Qui de nous deux inventa l'autre ?, Paris, Gallimard, 1988. ISBN 2-07-071391-1
- Les Voleurs de beauté, B. Grasset, 1997.
  - Szépségrablók – Európa, Budapest, 1999 · ISBN 9630765284 · Fordította: Kamocsay Ildikó
- Le divin enfant, Seuil, 1992, ISBN 978-2-02-013215-2
- Les Voleurs de beauté, Paris, Grasset, 1997. ISBN 978-2-344-01661-9
- Les Ogres anonymes, Paris, Grasset, 1998. ISBN 2-246-53421-6
- The Divine Child, Rupa & Co., 2005, ISBN 978-81-291-0302-4
- La tentation de l'innocence, Grasset, 1995, ISBN 978-2-253-13927-0
- Temptation of innocence. Algora Publishing (2000). ISBN 978-1-892941-56-5
- Le Sanglot de l'Homme blanc, Éditions du Seuil, 1983; Simon & Schuster, 1986, ISBN 978-0-02-904160-4
- The Tears of the White Man: Compassion As Contempt, The Free Press, 1986, ISBN 978-0-02-904160-4
- La Tyrannie de la Pénitence: Essai sur le Masochisme Occidental (The Tyranny of Guilt: An Essay on Westerm Masochism), Grasset, 2006, ISBN 978-2-246-64161-2
- The Tyranny of Guilt, Translator Steven Rendall, Princeton University Press (2010). ISBN 978-0-691-14376-7 „Pascal Bruckner tyranny.”
- Mon petit mari, Paris, Grasset, 2007. ISBN 978-2-246-73141-2
- Perpetual Euphoria: On the Duty to Be Happy, translator Steven Rendall, Princeton University Press (2011). ISBN 978-0-691-14373-6
- The Fanaticism of the Apocalypse: Save the Earth, Punish Human Beings, translator Steven Rendall =[24] ISBN 9780745669762
- The Paradox of Love, translator Steven Rendall, Princeton University Press, 2012, ISBN 9780691149141
- Has Marriage for Love Failed?, translators Steven Rendall and Lisa Neal, Polity Books, 2013, ISBN 9780745669786
- La Maison des anges, Paris, Grasset, 2013. ISBN 978-2-246-80026-2
- Un bon fils, Paris, Grasset, 2014. ISBN 978-2-246-80028-6
- Un racisme imaginaire : la querelle de l’islamophobie, Paris, Grasset-Fasquelle, 2017, ISBN 978-2-246-85757-0
  - Képzelt rasszizmus. Iszlamofóbia és bűntudat – Századvég, Budapest, 2019 · ISBN 9786155164446 · Fordította: Görgényi Adél
    - (Egy elképzelt rasszizmus címen is)
- An Imaginary Racism: Islamophobia and Guilt, translator Steven Rendall, Cambridge, UK, Medford, MA, Polity Books, 2018. ISBN 9781509530663[25]
- Un an et un jour, Paris, Grasset, 2018. ISBN 978-2-246-81871-7
- They Stole our Beauty, translator Stuart Bell, The 87 Press, 2019. ISBN 9781916477414[26]
- Un coupable presque parfait : la construction du bouc-émissaire blanc, Grasset, 2020
  - Csaknem tökéletes bűnös. A fehér bűnbak – Századvég, 2021 · ISBN 9786155164897 · Fordította: Kisari Miklós (Furor politicus sorozat)
- Dans l'amitié d'une montagne : petit traité d'élévation, Paris, Grasset, 2022 ISBN 978-2-246-83066-5
- Le sacre des pantoufles : Du renoncement au monde,  Grasset, 2022 ISBN 9782246832324

## Fordítás
- Ez a szócikk részben vagy egészben  a   Pascal Bruckner című angol Wikipédia-szócikk fordításán alapul.  Az eredeti cikk szerkesztőit annak laptörténete sorolja fel. Ez a jelzés csupán a megfogalmazás eredetét és a szerzői jogokat jelzi, nem szolgál a cikkben szereplő információk forrásmegjelöléseként.